# Sportski centar Čair
Il Čair Sports Center (in serbo Спортски центар Чаир?, Sportski centar Čair) è un'arena coperta di Niš.

## Storia e descrizione
I lavori di costruzione sono iniziati nel 1974, e nel 2011 venne completamente riammodernato per ospitare il Campionato europeo maschile di pallamano 2012; al suo interno vengono disputati di incontri casalinghi di squadre di pallavolo, pallacanestro e pallamano, oltre che eventi e concerti.